# Pływanie na Mistrzostwach Świata w Pływaniu 2017 – sztafeta mieszana 4 × 100 m stylem zmiennym
Sztafeta mieszana 4 × 100 m stylem zmiennym – jedna z konkurencji, która odbyła się podczas Mistrzostw Świata w Pływaniu 2017. Eliminacje i finał miały miejsce 26 lipca.
Mistrzami świata zostali Amerykanie. Sztafeta w składzie: Matt Grevers, Lilly King, Caeleb Dressel i Simone Manuel czasem 3:38,56 poprawiła rekord świata ustanowiony kilka godzin wcześniej przez swoich rodaków. Srebrny medal zdobyli reprezentanci Australii, którzy pobili rekord Australii i Oceanii (3:41,21). Na trzecim miejscu znalazły się ex aequo sztafety z Chin i Kanady, uzyskawszy czas 3:41,25. Chińczycy ustanowili nowy rekord Azji, podczas gdy sztafeta kanadyjska poprawiła rekord swojego kraju.

## Rekordy
Przed zawodami rekordy świata i mistrzostw wyglądały następująco:
| Rekord                   | Reprezentacja   | Czas    | Miejsce  | Data             |
| ------------------------ | --------------- | ------- | -------- | ---------------- |
| Rekord świata            | Wielka Brytania | 3:41,71 | Kazań    | 5 sierpnia 2015  |
| Rekord mistrzostw świata | Wielka Brytania | 3:41,71 | Kazań    | 5 sierpnia 2015  |
| Rekord świata juniorów   | Rosja           | 3:45,85 | Singapur | 26 sierpnia 2015 |

W trakcie zawodów ustanowiono następujące rekordy:
| Data     | Etap konkurencji | Reprezentacja | Czas    | Rekord |
| -------- | ---------------- | --- | ------- | ------ |
| 26 lipca | eliminacje       | Stany Zjednoczone · Ryan Murphy (52,34) · Kevin Cordes (58,95) · Kelsi Worrell (56,17) · Mallory Comerford (52,82) | 3:40,28 | , CR   |
| 26 lipca | finał            | Stany Zjednoczone · Matt Grevers (52,32) · Lilly King (1:04,15) · Caeleb Dressel (49,92) · Simone Manuel (52,17)   | 3:38,56 | , CR   |

## Wyniki

### Eliminacje
Eliminacje rozpoczęły się 26 lipca o 10:52.
| Miejsce | Wyścig | Tor | Państwo           | Zawodnik / Zawodniczka                                                                                          | Czas      | Uwagi   |
| ------- | ------ | --- | ----------------- | --- | --------- | ------- |
| 1.      | 2      | 2   | Stany Zjednoczone | Ryan Murphy (52,34) Kevin Cordes (58,95) Kelsi Worrell (56,17) Mallory Comerford (52,82)                        | 3:40,28   | Q, , CR |
| 2.      | 4      | 9   | Australia         | Kaylee McKeown (1:00,03) Matthew Wilson (59,69) Grant Irvine (51,09) Shayna Jack (53,32)                        | 3:44,13   | Q,      |
| 3.      | 2      | 6   | Kanada            | Javier Acevedo (54,44) Richard Funk (59,04) Rebecca Smith (57,57) Chantal van Landeghem (53,41)                 | 3:44,46   | Q       |
| 4.      | 4      | 4   | Wielka Brytania   | Georgia Davies (59,54) Ross Murdoch (59,49) James Guy (51,12) Freya Anderson (54,64)                            | 3:44,79   | Q       |
| 5.      | 3      | 5   | Rosja             | Klimient Kolesnikow (53,48) Wsiewołod Zanko (59,69) Swietłana Czimrowa (58,25) Wiktorija Andriejewa (54,67)     | 3:46,09   | Q       |
| 6.      | 1      | 4   | Chiny             | Li Guangyuan (53,65) Shi Jinglin (1:06,87) Li Zhuhao (52,01) Zhu Menghui (53,72)                                | 3:46,25   | Q       |
| 7.      | 3      | 4   | Włochy            | Margherita Panziera (1:01,03) Nicolò Martinenghi (1:00,26) Piero Codia (51,91) Silvia Di Pietro (53,55)         | 3:46,75   | Q       |
| 8.      | 2      | 1   | Niemcy            | Lisa Graf (1:00,69) Christian vom Lehn (1:00,53) Aliena Schmidtke (57,70) Marius Kusch (48,74)                  | 3:47,66   | Q       |
| 9.      | 4      | 3   | Argentyna         | Andrea Berrino (1:01,78) Macarena Ceballos (1:09,51) Santiago Grassi (52,65) Federico Grabich (48,55)           | 3:52,49   |         |
| 10.     | 1      | 3   | Japonia           | Jun’ya Koga (53,88) Runa Imai (1:09,30) Sakiko Shimizu (59,72) Tsubasa Amai (50,79)                             | 3:53,79   |         |
| 11.     | 3      | 9   | Meksyk            | Fernanda González (1:02,72) Miguel de Lara Ojeda (1:01,36) Daniel Ramírez (54,13) Liliana Ibáñez (56,53)        | 3:54,74   |         |
| 12.     | 2      | 4   | Estonia           | Sigrid Sepp (1:03,06) Maria Romanjuk (1:09,02) Kregor Zirk (53,37) Daniel Zaitsev (50,49)                       | 3:55,94   |         |
| 13.     | 2      | 8   | Słowacja          | Katarína Listopadová (1:01,68) Tomáš Klobučník (1:01,48) Barbora Mišendová (1:01,53) Richard Nagy (52,09)       | 3:56,78   |         |
| 14.     | 4      | 6   | Południowa Afryka | Martin Binedell (56,17) Kaylene Corbett (1:10,76) Clayton Jimmie (54,67) Erin Gallagher (55,42)                 | 3:57,02   | AF      |
| 15.     | 3      | 8   | Łotwa             | Kristina Steina (1:05,10) Daniils Bobrovs (1:02,65) Nikolajs Maskaļenko (56,27) Gabriela Ņikitina (56,68)       | 4:00,70   |         |
| 16.     | 3      | 7   | Filipiny          | Nicole Oliva (1:07,02) James Deiparine (1:02,54) Jessie Lacuna (56,60) Jasmine Al-Khaldi (56,95)                | 4:03,11   |         |
| 17.     | 2      | 3   | Mołdawia          | Tatiana Salcutan (1:02,22) Alina Bulmag (1:10,26) Pavel Izbisciuc (57,07) Evghenii Paponin (55,49)              | 4:05,04   |         |
| 18.     | 3      | 2   | Kenia             | Steven Maina (1:00,54) Rebecca Kamau (1:12,80) Emily Muteti (1:02,92) Issa Mohamed (52,58)                      | 4:08,84   |         |
| 19.     | 4      | 2   | Wyspy Owcze       | Signhild Joensen (1:04,10) Róland Toftum (1:06,63) Óli Mortensen (58,62) Sára Ryggshamar Nysted (1:00,94)       | 4:10,29   |         |
| 20.     | 4      | 7   | Angola            | Catarina Sousa (1:10,80) Mario Ervedosa (1:05,07) Daniel Francisco (59,77) Ana Sofia Nóbrega (1:00,04)          | 4:15,68   |         |
| 21.     | 4      | 0   | Aruba             | Mikel Schreuders (1:03,75) Jordy Groters (1:04,35) Daniella van den Berg (1:09,24) Allyson Ponson (59,35)       | 4:16,69   |         |
| 22.     | 3      | 6   | Malediwy          | Mubal Azzam Ibrahim (1:17,92) Sajina Aishath (1:31,53) Ismail Muthasim Adnan (1:09,07) Aminath Shajan (1:08,83) | 5:07,35   |         |
| 31. !   |        |     | Węgry             | Gábor Balog (54,67) Dániel Gyurta (DSQ) Liliána Szilágyi Zsuzsanna Jakabos                                      | 9:99,99 ! | DSQ     |
| 31. !   |        |     | Szwecja           | Ida Lindborg (1:01,50) Johannes Skagius (1:00,42) Louise Hansson (DSQ) Victor Johansson                         | 9:99,99 ! | DSQ     |
| 31. !   | 1      | 5   | Seszele           | Alexus Laird Adam Moncherry Felicy Passon Dean Hoffman                                                          | 9:99,99 ! | DNS     |
| 31. !   | 2      | 5   | Izrael            | | 9:99,99 ! | DNS     |
| 31. !   | 2      | 7   | Madagaskar        | | 9:99,99 ! | DNS     |
| 31. !   | 3      | 0   | Mozambik          | | 9:99,99 ! | DNS     |
| 31. !   | 3      | 1   | Sri Lanka         | | 9:99,99 ! | DNS     |
| 31. !   | 3      | 3   | Egipt             | | 9:99,99 ! | DNS     |
| 31. !   | 4      | 1   | Finlandia         | | 9:99,99 ! | DNS     |

### Finał
Finał odbył się 26 lipca o 19:19.
| Miejsce | Tor | Państwo           | Zawodnik / Zawodniczka                                                                                  | Czas    | Uwagi |
| ------- | --- | ----------------- | --- | ------- | ----- |
| 1. !    | 4   | Stany Zjednoczone | Matt Grevers (52,32) Lilly King (1:04,15) Caeleb Dressel (49,92) Simone Manuel (52,17)                  | 3:38,56 | WR    |
| 2. !    | 5   | Australia         | Mitch Larkin (53,11) Daniel Cave (59,29) Emma McKeon (56,51) Bronte Campbell (52,30)                    | 3:41,21 | OC    |
| 3. !    | 3   | Kanada            | Kylie Masse (58,22) Richard Funk (59,14) Penny Oleksiak (56,18) Yuri Kisil (47,71)                      | 3:41,25 | NR    |
| 3. !    | 7   | Chiny             | Xu Jiayu (52,37) Yan Zibei (58,98) Zhang Yufei (56,98) Zhu Menghui (52,92)                              | 3:41,25 | AS    |
| 5.      | 6   | Wielka Brytania   | Georgia Davies (59,98) Adam Peaty (57,12) James Guy (50,51) Siobhan-Marie O’Connor (53,95)              | 3:41,56 | ER    |
| 6.      | 2   | Rosja             | Grigorij Tarasiewicz (53,35) Kiriłł Prigoda (58,64) Swietłana Czimrowa (57,18) Wieronika Popowa (53,85) | 3:43,02 | NR    |
| 7.      | 8   | Niemcy            | Lisa Graf (1:00,55) Marco Koch (59,89) Aliena Schmidtke (57,29) Damian Wierling (48,30)                 | 3:46,03 |       |
| 8.      | 1   | Włochy            | Matteo Milli (54,24) Nicolò Martinenghi (59,61) Ilaria Bianchi (57,25) Federica Pellegrini (55,23)      | 3:46,33 |       |